# Pseudodexia pallidicornis
Pseudodexia pallidicornis là một loài ruồi trong họ Tachinidae.